# Айк Бабуханян
Айк Борисович Бабуханян (вірм. Հայկ Բորիսի Բաբուխանյան, 22 жовтня 1964, Єреван) — вірменський політичний діяч.

## Біографія
- 1981—1986 — Єреванський політехнічний інститут. Інженер-системотехнік.
- 1986—1988 — аспірантура Єреванського політехнічного інституту з комп'ютерної оптимізації економічних систем. Автор понад 15 наукових праць та понад 300 публікацій в пресі Вірменії, США, Німеччини і ряду інших країн.
- 1986—1993 — викладач на факультеті обчислювальної техніки Єреванського політехнічного інституту.
- 1990—1995 — був депутатом Єреванської міськради.
- 1992—1993 — головний редактор газети «Анрапетакан», а в 1993—1999 — головний редактор газети «Іравунк».
- З 1988 — член правління спілки «Конституційне право» Вірменії, а з 1993 — заступник голови. Був членом парламентської комісії з розробки декларації про незалежність Вірменії (1990).
- 1999—2003 — депутат парламенту. Член постійної комісії з державно-правових питань.
- З 1999 — національний експерт ООН, заступник голови комісії з культури, інформації, туризму і спорту МПА СНД (з 2002). Академік МАНПО (2003).
- 6 травня 2012 — обраний депутатом національних Зборів за пропорційною виборчою системою від Республіканської партії Вірменії.

## Нагороди
- 2003 рік — Пам'ятна медаль Міжпарламентської Асамблеї СНД
- 2004 рік — орден «Білий Хрест»
- 2009 рік — орден «Знак Пошани»
- 2011 рік — медаль Отто фон Бісмарка, Європейської академії природничих наук.
- 2014 рік — медаль Мовсеса Хоренаці.
- 2016 рік-орден «Честь і мужність».